# Rally Rías Bajas de 1973
El Rally Rías Bajas de 1973, oficialmente 11.º Rally Internacional a las Rías Bajas, fue la undécima edición y cita de la temporada 1973 del Campeonato de España de Rally. Se celebró del 9 al 11 de agosto y contó con un itinerario de 758 km totales.

## Clasificación final
| Pos. | Piloto              | Copiloto                  | Automóvil                | Puntos | Diferencia |
| ---- | ------------------- | ------------------------- | ------------------------ | ------ | ---------- |
| 1.   | Estanislao Reverter | Antonio Reverter          | Alpinche                 | 5.790  | 0.0        |
| 2.   | Marc Etchebers      | Marie-Christine Etchebers | Porsche 911 Carrera      | 5.830  |            |
| 3.   | Juan Carlos Pradera | Ricardo Comyn             | SEAT 124-1600            | 6.080  |            |
| 4.   | Fançois De Sèze     | Elena Pillet              | Alpine-Renault A110 1800 | 6.096  |            |
| 5.   | Ventura             | José Eloy                 | Morris Mini 1275 GT      | 6.366  |            |
| 6.   | Santiago Salido     | José Uribe                | Alpine-Renault A110 1300 | 6.492  |            |
| 7.   | Emilio Durán        | Estanislao Durán          | SEAT 1430-1600           | 6.518  |            |
| 8.   | José María Piñar    | Antonio Casal             | SEAT124-1800             | 6.560  |            |
| 9.   | Genito Ortiz        | David García              | Simca 1000               | 6.581  |            |
| 10.  | José Tomé           | Luis del Río              | Morris Mini 1275 GT      | 6.636  |            |